# Shibataea kumasasa
Espèce
Shibataea kumasasa est une espèce de la famille des Poaceae. 倭竹, le bambou à feuilles de ruscus ou bambou à ruscus est une espèce native des pentes montagneuses des provinces du Fujian et du Zhejiang en Chine et largement cultivé ailleurs.

## Description
Shibataea kumasasa est un bambou qui peut atteindre 1,5 m de hauteur, formant des touffes compact, à feuilles persistantes. 
Au Royaume-Uni, il a obtenu le Award of Garden Merit de la Royal Horticultural Society,. Comme d'autres bambous cultivés, il peut devenir envahissant dans des conditions favorables, par l'intermédiaire de son porte-greffe rampant.

## Synonyme japonais
Deux groupes dans le monde ont des croyances différentes sur le nom correct de cette espèce. Certains citent des origines japonaises et le nom correct est Shibataea kumasasa. Un autre groupe l'appelle en latinisant son nom Shibataea kumasaca. Les autorités taxonomiques n'ont pas encore tranché la question.

## Systématique
Le nom correct complet (avec auteur) de ce taxon est Shibataea kumasasa (Zoll. ex Steud.) Makino.
L'espèce a été initialement classée dans le genre Bambusa sous le basionyme Bambusa kumasasa Zoll. ex Steud..
Shibataea kumasasa a pour synonymes :
- ? aureo-striata Regel
- Arundarbor aureostriata (Regel) Kuntze
- Arundinaria aureo-striata (Regel) Vilm.
- Arundinaria kumasasa (Zoll. ex Steud.) Kurz
- Arundinaria variabilis var. aureo-striata (Regel) Makino
- Arundinaria variabilis var. aureo-striata (Regel) Makino ex Houz.de Leh.
- Bambusa aureostriata Regel
- Bambusa kumasasa Zoll.
- Bambusa kumasasa Zoll. ex Steud.
- Bambusa ruscifolia Siebold
- Bambusa ruscifolia Siebold ex Munro
- Bambusa viminalis Bean
- Phyllostachys kumasasa var. aureo-striata (Regel) Makino
- Phyllostachys kumasasa (Zoll. ex Steud.) Munro
- Phyllostachys ruscifolia Satow
- Phyllostachys viminalis Mitford
- Sasa aureostriata (Regel) E.G.Camus
- Sasa kumasasa f. albovariegata H.Okamura
- Sasa kumasasa subsp. albovariegata
- Sasa ruscifolia A.H.Lawson
- Shibataea chinensis f. aureostriata (Regel) C.H.Hu
- Shibataea chinensis subsp. aureostriata
- Shibataea kumasaca f. aureostriata (Regel) Sadao Suzuki, 1978
- Shibataea kumasaca var. aureo-striata (Regel) Makino
- Shibataea kumasasa f. albostriata Muroi & Yu.Tanaka
- Shibataea kumasasa f. aureostriata (Regel) Sad.Suzuki
- Shibataea kumasasa subsp. albostriata
- Shibataea kumasasa subsp. aureostriata
- Shibataea pygmaea F.Maek.
- Shibataea ruscifolia Makino
- Shibataea tumidinoda T.H.Wen